# David Geddes Hartwell
David Geddes Hartwell (Salem, Massachusetts, 10 de juliol de 1941 - 20 de gener de 2016) va ser un editor i crític literari nord-americà de ciència-ficció, terror i fantasia. Va treballar per a les editorials Signet (1971-1973), Berkley Putnam (1973-1978), Pocket (on va fundar el segell Timescape, 1980-1985, i va crear la línia editorial Pocket Books Star Trek) i Tor Books. Va encapçalar la iniciativa editorial canadenca de Tor en la convenció Can-Con d'Ottawa, i des d'aquest lloc editorial ha influït decisivament a reunir a molts escriptors australians al mercat dels Estats Units, des de 1984 fins avui. Hartwell ha publicat nombroses antologies de diversos gèneres relacionats amb la literatura fantàstica. Des de 1995, el seu càrrec en Tor/Forge Books ha estat l'editor cap ("Senior editor"). Presideix el consell d'administració de la World Fantasy Convention (Convenció mundial de la fantasia) i, juntament amb Gordon Van Gelder, és administrador del Premi Philip K. Dick. Té un doctorat en literatura medieval comparada.
Vivia a Pleasantville, Nova York, amb la seva esposa Kathryn Cramer i els seus dos fills.

## Reconeixements
Cada any editava dues antologies: Year's Best SF (La millor ciència-ficció de l'any, iniciada en 1996 i co-editada amb Kathryn Cramer des de 2002) i Year's Best Fantasy (La millor fantasia de l'any, coeditada amb Cramer des de la seva primera publicació en 2001). Ambdues antologies s'han situat regularment en el Top 10 de les enquestes de lectors de Locus en la categoria de Millor Antologia. En 1988, va guanyar el Premi Mundial de Fantasia en la categoria de Millor Antologia per The Dark Descent. Aquesta antologia va ser publicada en espanyol en 1989 per l'editorial Martínez Roca, amb el títol de El gran llibre del terror. Hartwell ha estat nominat pel Premi Hugo en la categoria de Millor Editor Professional i Millor Editor de Format Llarg en nombroses ocasions, i va guanyar aquest premi en els anys 2006, 2008 i 2009. Va editar el Premi Nebula a la millor novel·la, Timescape, de Gregory Benford, en 1980; per The Claw of the Conciliator, de Gene Wolfe (publicat 1981) i en 1982 per No Enemy But Time, de Michael Bishop, així com el Premi Hugo per Hominids, de Robert J. Sawyer, en 2003.

### Editor
- The New York Review of Science Fiction (1988-actualitat) amb Kathryn Cramer, Ariel Haméon, Kevin J. Maroney, Arthur D. Hlavaty, Matthew Appleton i altres.

### Sèries d'antologies
- The Dark Descent
  - The Dark Descent (1987, publicado en España en 1989 como El Gran Libro del Terror)
  - The Colour of Evil (1990)
  - The Medusa in the Shield (1990)
  - A Fabulous Formless Darkness (1992)

- Year's Best SF
  - Year's Best SF (Book 1) (1996)
  - Year's Best SF 2 (1997)
  - Year's Best SF 3 (1998)
  - Year's Best SF 4 (1999)
  - Year's Best SF 5 (2000)
  - Year's Best SF 6 (2001)
  - Year's Best SF 7 (2002) amb Kathryn Cramer
  - Year's Best SF 8 (2003) amb Kathryn Cramer
  - Year's Best SF 9 (2004) amb Kathryn Cramer
  - Year's Best SF 10 (2005) amb Kathryn Cramer
  - Year's Best SF 11 (2006) amb Kathryn Cramer
  - Year's Best SF 12 (2007) amb Kathryn Cramer
  - Year's Best SF 13 (2008) amb Kathryn Cramer
  - Year's Best SF 14 (2009) amb Kathryn Cramer
  - Year's Best SF 15 (2010) amb Kathryn Cramer
  - Year's Best SF 16 (2011) amb Kathryn Cramer
  - Year's Best SF 17 (2012) amb Kathryn Cramer
  - Year's Best SF 18 (2013)

- Foundations of Fear
  - Foundations of Fear (1992)
  - Visions of Fear (1994)

- Year’s Best Fantasy
  - Year’s Best Fantasy (2001) amb Kathryn Cramer
  - Year’s Best Fantasy 2 (2002) amb Kathryn Cramer
  - Year’s Best Fantasy 3 (2003) amb Kathryn Cramer
  - Year’s Best Fantasy 4 (2004) amb Kathryn Cramer
  - Year's Best Fantasy 5 (2005) amb Kathryn Cramer
  - Year's Best Fantasy 6 (2006) amb Kathryn Cramer (Tachyon Publications)
  - Year's Best Fantasy 7 (2007) amb Kathryn Cramer (Tachyon Publications)
  - Year's Best Fantasy 8 (2008) amb Kathryn Cramer (Tachyon Publications)

### Antologies
- The Battle of the Monsters and Other Stories (1976) amb L. W. Currey
- The World Treasury of Science Fiction (1988)
- Masterpieces of Fantasy and Enchantment (1988) amb Kathryn Cramer
- Spirits of Christmas (1989) amb Kathryn Cramer
- Christmas Stars (1993)
- Christmas Forever (1993)
- Christmas Magic (1994)
- Northern Stars: The Anthology of Canadian Science Fiction (1994) amb Glenn Grant
- The Screaming Skull and Other Great American Ghost Stories (1994)
- The Ascent of Wonder: The Evolution of Hard SF[3] (1994) amb Kathryn Cramer
- Masterpieces of Fantasy and Wonder (1994) amb Kathryn Cramer
- Visions of Wonder (1996) amb Milton T. Wolf
- The Science Fiction Century (1997)
- Bodies of the Dead and Other Great American Ghost Stories (1997)
- Northern Suns (1999) amb Glenn Grant
- Centaurus: The Best of Australian Science Fiction (1999) amb Damien Broderick
- The Hard SF Renaissance (2002) amb Kathryn Cramer
- The Science Fiction Century, Volume One (2006)
- The Space Opera Renaissance (2006) amb Kathryn Cramer (Tor Books)
- The Sword & Sorcery Anthology (2012) amb Jacob Weisman (Tachyon Publications)
- Twenty-First Century Science Fiction (2013) amb Patrick Nielsen Hayden (Tor Books)

### Assaig
- Age of Wonders: Exploring the World of Science Fiction (1985)